# The Effigies
The Effigies (с англ. — «Чучела») — американская панк-рок-группа из Чикаго. Группа дебютировала в 1980 году и просуществовала около десяти лет, претерпев несколько изменений в составе (единственным постоянным фронтменом был Джон Кезди), прежде чем распалась в 1990 году. За это время группа выпустила 3 альбома, 2 мини-альбома и один сингл, большинство из которых были выпущены на лейбле Ruthless Records, основанном ими в 1981 году и распространялись компанией Enigma Records. Позже альбомы были выпущены на лейблах Fever Records и Roadkill Records. Они гастролировали по США и Канаде, выступая на одной сцене с такими группами, как Black Flag, Dead Kennedys, U.K. Subs, Public Image Ltd, The Birthday Party, Plasmatics, SSD, Green Day, GBH и Circle Jerks, на таких культовых площадках, как Metro Chicago, CBGB, Maxwell's, First Avenue, Mabuhay Gardens, Paycheck's, Exit и The Rathskeller. Они часто появлялись в андеграундной прессе и часто транслировались на студенческих радиостанциях, которые в то время были единственными площадками для альтернативной музыки.

## История
Группа The Effigies образовалась в конце 1979 или начале 1980 года, когда панк-сцена Чикаго только формировалась, борясь за существование в условиях враждебного отношения музыкальных клубов к новым звукам, а местное радио оказывало группам лишь незначительную поддержку. Первый состав — вокалист Джон Кезди, гитарист Эрл Летик, басист Пол Замост и барабанщик Стив Эконому — дебютировал на публике только в ноябре 1980 года, выступив в Oz, андеграундном клубе без лицензии на продажу спиртных напитков, который часто подвергался преследованиям со стороны полиции. The Effigies быстро стали фаворитами на зарождающейся сцене, и в марте 1981 года они приняли участие в серии концертов, записанных для основополагающего концертного чикагского панк-сэмплера Busted at Oz. Лейбл Autumn Records, выпустивший Busted at Oz, заключил с группой контракт на выпуск их первого студийного проекта — мини-альбома из пяти песен под названием Haunted Town. Autumn не удалось выдержать установленный ими самими график выпуска записей, и группа была недовольна финансовыми условиями лейбла; со временем The Effigies вернули себе права на мини-альбом, и в 1984 году он был переиздан на Ruthless Records под названием The Effigies.
В 1982 году вышел семидюймовый сингл «Bodybag» с песней «Security», и группа отправилась в турне, выступив практически на всех крупных панк-площадках Восточного и Западного побережий, а также Среднего Запада. Ещё один мини-альбом, We're Da Machine, был выпущен лейблом Ruthless в 1983 году, заключившим дистрибьюторский контракт с известным независимым лейблом Западного побережья Enigma Records. Это произошло в непростое время для группы: гастрольные планы были сорваны из-за отменённых концертов, и у них всё ещё были проблемы с выступлениями в родном городе. К моменту выхода их первого полноформатного альбома For Ever Grounded в 1984 году подход группы изменился, и в её материале преобладали несколько более медленные темпы и атмосфера, которая имела меньше общего с панком и больше была связана с растущим альтернативным сообществом, хотя их музыка не утратила своей агрессивной силы. После выхода For Ever Grounded Эрл Летик поссорился с коллегами и покинул группу; Роберт О'Коннор взял на себя роль гитариста. Продюсер и звукорежиссёр Иэн Берджесс, записавший многие из лучших чикагских панк-групп, работал с группой над их вторым полноформатным альбомом, Fly on a Wire, вышедшим в 1985 году. Ink, их третий альбом и второй с Берджессом, вышел в 1986 году. Группа запланировала длительный тур в его поддержку, но непредвиденные задержки привели к тому, что альбом появился в магазинах только после окончания гастролей. Напряжение было накалено, и Джон Кезди был уволен своими коллегами по группе, которые сформировали новую группу Machines in Motion. В 1987 году Кезди возродил The Effigies, с Эрлом Летиком на гитаре, Крисом Бьорклундом на басу и Джо Хаггерти на барабанах (Оба новых участника ранее играли в группе Bloodsport). Группа выступала живьём, но новых записей не было, и в 1988 году Летик покинул группу; Бьорклунд перешёл с баса на гитару, а Том Вудс, ещё один выпускник Bloodsport, занял место басиста. В 1989 году вышел сборник Remains Nonviewable от Roadkill Records, в который вошли давно не издававшиеся мини-альбомы Haunted Town и We're Da Machine, сингл «Body Bag» и избранные треки с альбома For Ever Grounded.
В 1990 году Кезди распустил группу, чтобы заняться новой карьерой юриста. Он время от времени возобновлял The Effigies для разовых концертов, включая пару в честь переиздания Remains Nonviewable 1995 года лейблом Touch and Go Records. В 2004 году Джон Кезди, Пол Замост и Стив Эконому сформировали новый состав The Effigies с Робертом Макнотоном на гитаре. Этот состав отправился в студию, чтобы записать первый альбом The Effigies за 21 год, Reside 2007 года. Три года спустя оригинальный состав The Effigies должен был сыграть реюнион-шоу с другими группами из Busted at Oz в рамках Riot Fest 2010 года, но выбыл из проекта из-за того, что Эрл Летик не смог выступить, что привело к очередному перерыву в деятельности группы. 4 июля 2022 года Джон Кезди был застрелен во время парада в честь Дня независимости в Хайленд-Парке, штат Иллинойс. Вооруженный мужчина убил семерых зрителей и ранил 48. Кезди выжил, но чуть больше года спустя, 26 августа 2023 года, он погиб в результате столкновения с грузовиком доставки Amazon, когда ехал на велосипеде.
Группа завершила работу над альбомом Burned, включающим последние тексты песен и вокальные партии Джона Кезди. Джей Роббинс (Jawbox, Government Issue) был привлечён для сведения альбома, пока группа всё ещё находились в состоянии шока. Альбом вышел в октябре 2024 года на лейбле BFD Records.

## Характеристики
Дизайн обложек
Обложка мини-альбома Haunted Town представляет собой первое использование флага Чикаго в качестве контркультурного геосимвола. Впоследствии флаг был принят в качестве мотива на зарождающейся чикагской панк-сцене и позже стал модным за пределами музыкальной среды.

## Наследие
В популярной культуре
Группу The Effigies можно увидеть в фильме You Weren't There 2007 года о чикагской панк-сцене с 1977 по 1984 год. Группа The Effigies несколько раз упоминается в телесериале «Сияющие».

## Дискография
Смотри статью «Дискография The Effigies» в англ. разделе.
Альбомы
- For Ever Grounded LP (Ruthless Records/Enigma Records 1984) / LP & CD (40th Anniversary Remixed Reissue(BFD) 2024)
- Fly on a Wire LP (Fever Records/Enigma Records 1985)
- Ink LP (Fever Records/Enigma Records 1986)
- Reside CD (Criminal IQ Records 2007)
- Burned CD & LP (BFD 2024)